# Galip Tekin
Galip Tekin (Konya, 20 april 1958 – Istanboel, 6 juli 2017) was een Turks striptekenaar.

## Levensloop
Tekin studeerde tot 1980. Intussen debuteerde hij in 1978 in het weekblad Gırgır. Aanvankelijk was zijn tekenstijl geïnspireerd op de Turk Oğuz Aral, maar Tekins tekenstijl evolueerde in de jaren 80 tot een semirealistische tekenstijl, beïnvloed door Franco-Belgische stripauteurs zoals Jean Giraud (Moebius), Enki Bilal en André Franquin. Zijn werk verscheen vervolgens in meerdere tijdschriften en de krant Günaydın. Het was vaak gebaseerd op de Turkse politieke actualiteit.
Tekin was voornamelijk bekend vanwege de strip Pı'ya Mektuplar en de omnibusreeks Tuhaf Öyküler. Tuhaf Öyküler is een reeks van drie boeken waar enkele van Tekins bekendste strips in zijn gebundeld. In 2012 verscheen de televisieserie Acayip Hikayeler, die gebaseerd is op enkele van zijn strips. Hij gaf ook les als striptekenaar aan twee Turkse universiteiten.